# Пригодницький бойовик

Darksiders (2010) є прикладом пригодницького бойовика

Пригодницький бойовик (англ. Action-adventure) — це жанр відеоігор, який поєднує характерні особливості пригодницьких відеоігор та ігор жанру бойовик. Від перших він отримав велику кількість персонажів, діалоги, інвентар, головоломки, акцент на дослідженні рівнів та складний сюжет, а від других динамічні сутички з ворогами, арсенал зброї, з пов'язаним менеджментом боєприпасів та систему окремих рівнів (мап). Першою грою жанру вважається текстова Colossal Cave Adventure 1976 року для PDP-10, в 1979 перероблена для Atari 2600 з графічними елементами.

## Піджанри
- Ігри жанру Survival horror — роблять акцент на менеджменті доступних гравцеві припасів та зброї для виживання та подолання перешкод у небезпечному, «кошмарному», середовищі.
- Стелс-ігри заохочують ретельне дослідження рівнів для того, щоб уникати прямих сутичок з ворогами. Під час цього гравець може зустрічати головоломки, вирішення яких може допомогти йому чи зашкодити супротивникам.
- Метроїдванії відрізняються великою взаємопов'язаністю мап світу для дослідження, де його частини будуть недоступні для гравця, доки він не придбає спеціальні предмети, здібності, удосконалення, зброю або знання в грі. Жанр також відомий під назвами «метроїд», «ігаванія» (на честь геймдизайнера Кодзі Ігарасі).